# Archivo de Villa (Madrid)
El Archivo de Villa, conocido también como Archivo General de la Villa de Madrid, es el archivo histórico del Ayuntamiento de Madrid, que guarda los documentos generados y recibidos por el Concejo de Madrid desde 1152. En 1987, fue instalado en el Cuartel del Conde-Duque.

## Historia

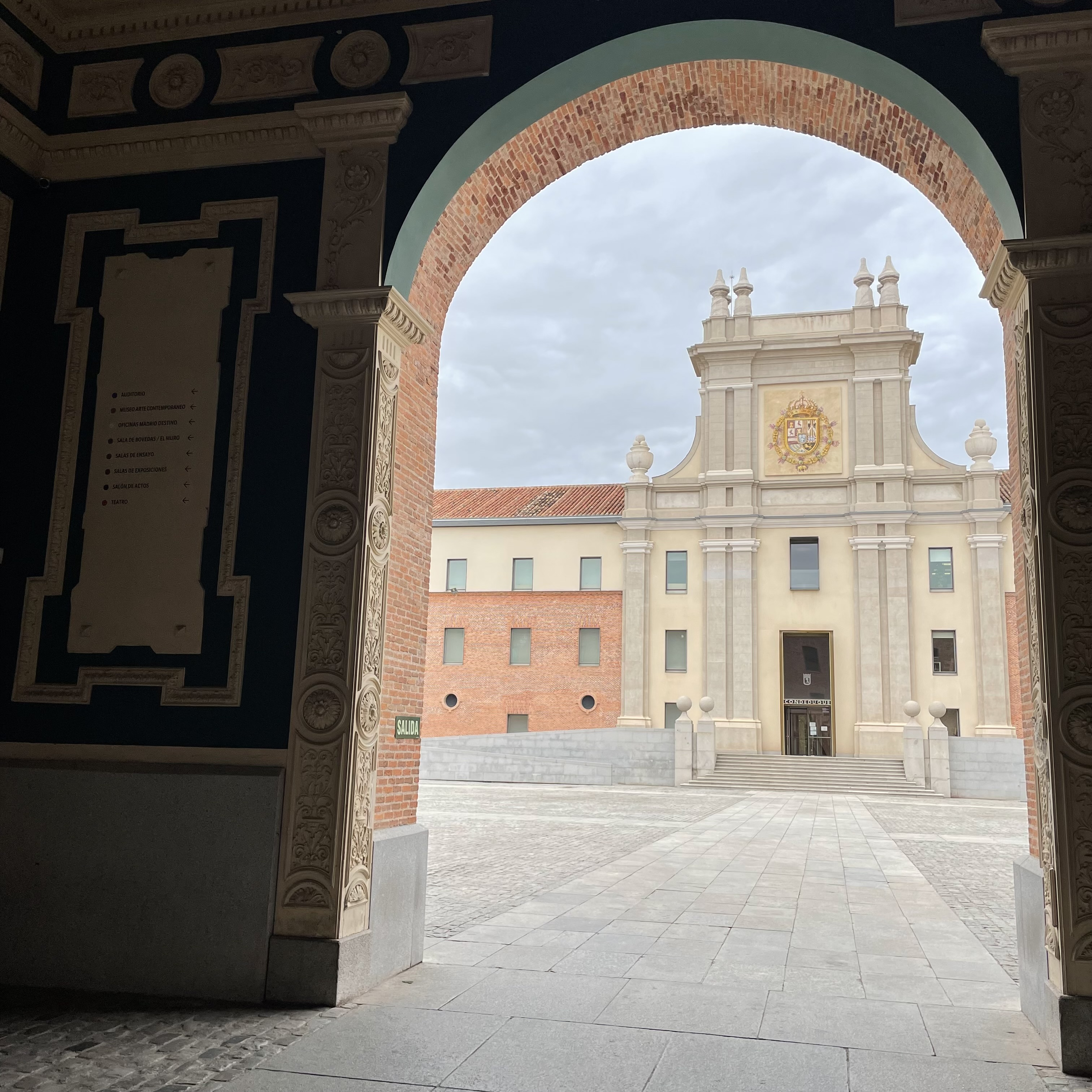
Entrada principal Cuartel de Conde Duque

El Archivo de Villa es una institución municipal que funciona como oficina pública desde hace más de 250 años.  El documento más antiguo que conserva es un privilegio real de 1152 otorgado en Toledo por Alfonso VII de León al Ayuntamiento de Madrid, que data del 1 de mayo de 1152. Fecha considerada como hito inicial para comenzar la historia del archivo.
Sus precedentes están en la Edad Media donde se habla del Arca de los privilegios o Arca de las tres llaves, lo que se cita repetidamente en los libros de acuerdos desde el siglo XV, como lugar donde se guardaban los documentos más importantes del momento. Pero este arca fue insuficiente, y gracias al inventario redactado el 27 de septiembre de 1481, los privilegios más antiguos y menos utilizados se custodiaban en el Convento de Santo Domingo el Real. Desde entonces, han sido diversos los espacios que han custodiado los documentos del archivo, como la Casa de la Panadería en la Plaza Mayor o el almacén de la calle Santa Engracia, hasta llegar al Cuartel de Conde Duque en 1987, donde se reúnen los documentos del archivo en un solo espacio. 
La primera vez que se cita al Archivo de Villa es en una real provisión de Carlos I fechada en 1525. El archivo recibió su organización definitiva en el siglo XVIII. En 1748, se nombró al primer archivero profesional, Alfonso de Castro Villasante. Los primeros reglamentos e instrucciones para el funcionamiento del archivo se aprobaron en 1753. Además, fue posible su transformación en una oficina pública, con la Real Provisión de 20 de octubre de 1777, cuando el archivo pudo recibir directamente demandas de información y copia de documentos y contestarlos sin intermediarios, lo que se confirmó con la aprobación de los aranceles de precios en 1781. Esta institución se abrió a la investigación en 1844.

## Fondos documentales
Desde hace trescientos años, esta institución gestiona, describe, conserva y difunde los documentos generados por el Ayuntamiento de Madrid y ya en el siglo xx, por los Ayuntamientos anexionados a los que se suman colecciones y fondos privados. Atiende, además, las necesidades documentales administrativas de autoridades, oficinas y ciudadanos a través de peticiones electrónicas y presenciales. Está abierto a la investigación histórica y general desde 1844. Sus documentos, diplomas medievales, libros de actas, cuentas, expedientes de obras, fiestas, milicias, acopios, beneficencia, etc. Sus documentos ocupan hoy 20 kilómetros lineales de estanterías y está en proceso de ampliación.
Conserva entre sus fondos el Fuero de Madrid, primera norma escrita para regular la vida cotidiana entre los madrileños vigente hasta el año 1346.

## Servicios
El Archivo ofrece los siguientes servicios: Información administrativa directa y electrónica, asesoría técnica sobre gestión de documentos y organización de archivos administrativos, orientación e información sobre fuentes documentales y bibliográficas, consulta en sala de investigación, reprografía en copia digital y visitas guiadas.